# Капитан Очевидность
Капитан Очевидность (англ. Captain Obvious, также К. О. или Кэп) — интернет-мем и фразеологизм американского происхождения, сформировавшийся в конце 1990-х годов.
Словосочетание восходит к англоязычному вымышленному персонажу Captain Obvious, похожему на героев комиксов, основная «суперспособность» которого заключается в желании утверждать очевидные вещи. На постсоветском пространстве ввиду того, что слово «капитан» в первую очередь ассоциируется с должностью либо званием на флоте, а не с супергероем американских комиксов, персонаж изображался как капитан судна. От его имени некоторое время вёлся цитатник Рунета с комментариями, украшенный баннером с человеком во флотской форме и морским узлом в руке.

## Содержание и применение
Под Капитаном Очевидность, как правило, понимается человек, говорящий и без того понятные вещи, который своим высказыванием ничем не помог собеседнику. К упоминанию данного персонажа прибегают, чтобы высказать своё отношение к тому, кто озвучил какую-то прописную истину. Когда кто-либо начинает объяснять всем понятные вещи, над ним подшучивают словами: «Капитан Очевидность» или «спасибо, КЭП». Данный интернет-мем используется в блогах, чатах, а также популярен в разговорной речи. Исследователи отмечают, что он уже на протяжении долгого времени является самостоятельным, пользуется устойчивой популярностью и не устаревает.

## Лингвистический анализ
Капитан Очевидность подразумевает «ненужность авторитетных источников для подтверждения очевидных умозаключений и тривиальных фактов».
Доктор филологических наук, ведущий научный сотрудник отдела языка Адыгейского республиканского института Биданок М. М. пишет, что представление слова «очевидность» как существительного нарушает истинное соотношение слов, поскольку в оригинале англ. obvious (очевидный) — это имя прилагательное, и оно должно придавать категориальное качество существительному «капитан».
Капитан Очевидность определяется как характерный пример креолизованного мема, в котором присутствует только одна фраза, контрастирующая с изображением.

## Аналоги
В испанском языке аналогом Капитана Очевидность является фольклорный персонаж Педро Грульо, в баскском — певец-берчолари Фернандо Амескетарра.